# Diocesi di Guzabeta
La diocesi di Guzabeta (in latino: Dioecesis Guzabetensis) è una sede soppressa e sede titolare della Chiesa cattolica.

## Storia
Guzabeta, identificabile con le rovine nei pressi di Henchir-Zerdan a nord di Timgad nell'odierna Algeria, è un'antica sede episcopale della provincia romana di Numidia.
L'unico vescovo noto di questa diocesi è il donatista Innocenzo, che prese parte alla conferenza di Cartagine del 411, che vide riuniti assieme i vescovi cattolici e donatisti dell'Africa romana; la sede in quell'occasione non aveva vescovi cattolici.
Dal 1933 Guzabeta è annoverata tra le sedi vescovili titolari della Chiesa cattolica; dal 31 gennaio 2025 il vescovo titolare è Johannes Freitag, vescovo ausiliare di Graz-Seckau.

## Cronotassi

### Vescovi residenti
- Innocenzo † (menzionato nel 411) (vescovo donatista)

### Vescovi titolari
- Charles Henri Lévesque † (18 ottobre 1965 - 17 agosto 1968 nominato vescovo di Sainte-Anne-de-la-Pocatière)
- Flaviano Barrechea Ariola † (27 novembre 1968 - 4 dicembre 1970 dimesso)
- Klaus Dick †  (17 marzo 1975 - 25 febbraio 2024 deceduto)
- Johannes Freitag, dal 31 gennaio 2025